# كارين فوجي
كارين فوجي (باليابانية: 藤井夏恋؛ بالكانا: ふじい かれん) هي عارضة أزياء ومغنية وممثلة يابانية، ولدت في 16 يوليو 1996 في أوساكا في اليابان.

## وصلات خارجية
- الموقع الرسمي
- كارين فوجي على موقع IMDb (الإنجليزية)
- كارين فوجي على موقع ميوزك برينز (الإنجليزية)
- كارين فوجي على موقع ديسكوغز (الإنجليزية)
- كارين فوجي على موقع قاعدة بيانات الفيلم (الإنجليزية)